# Hersteld Hervormde Kerk

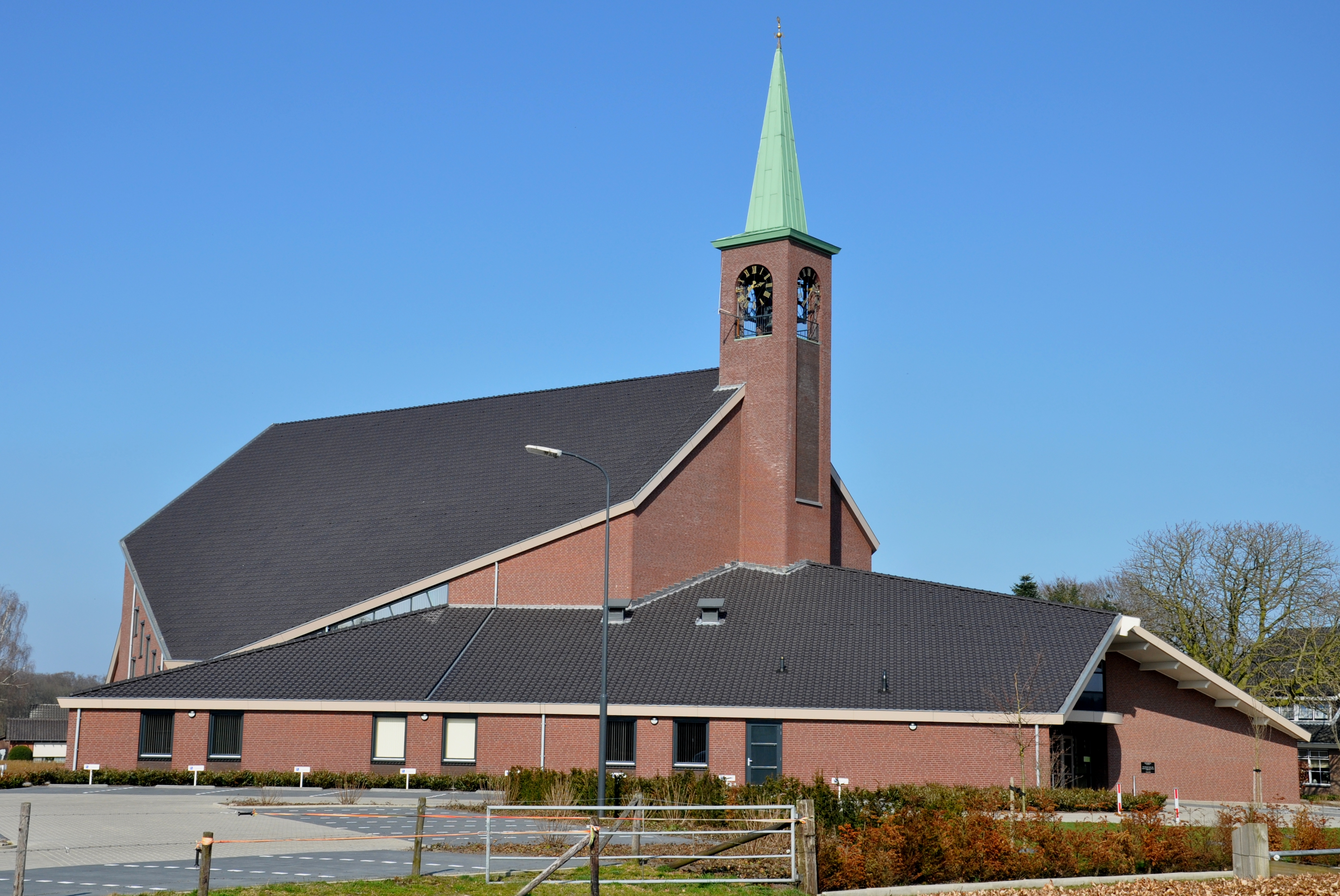
Kerkgebouw te Elspeet

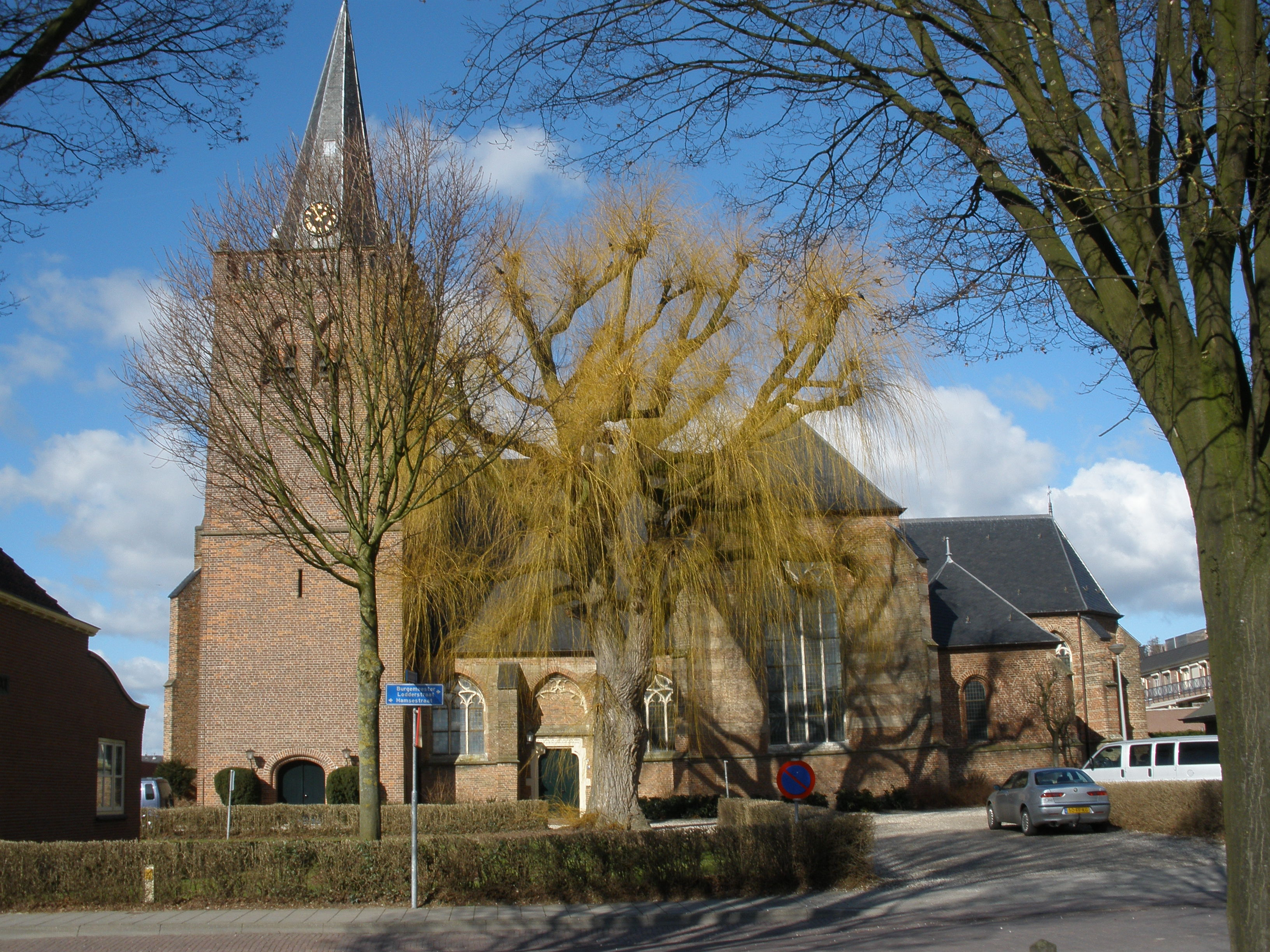
Dorpskerk te Opheusden

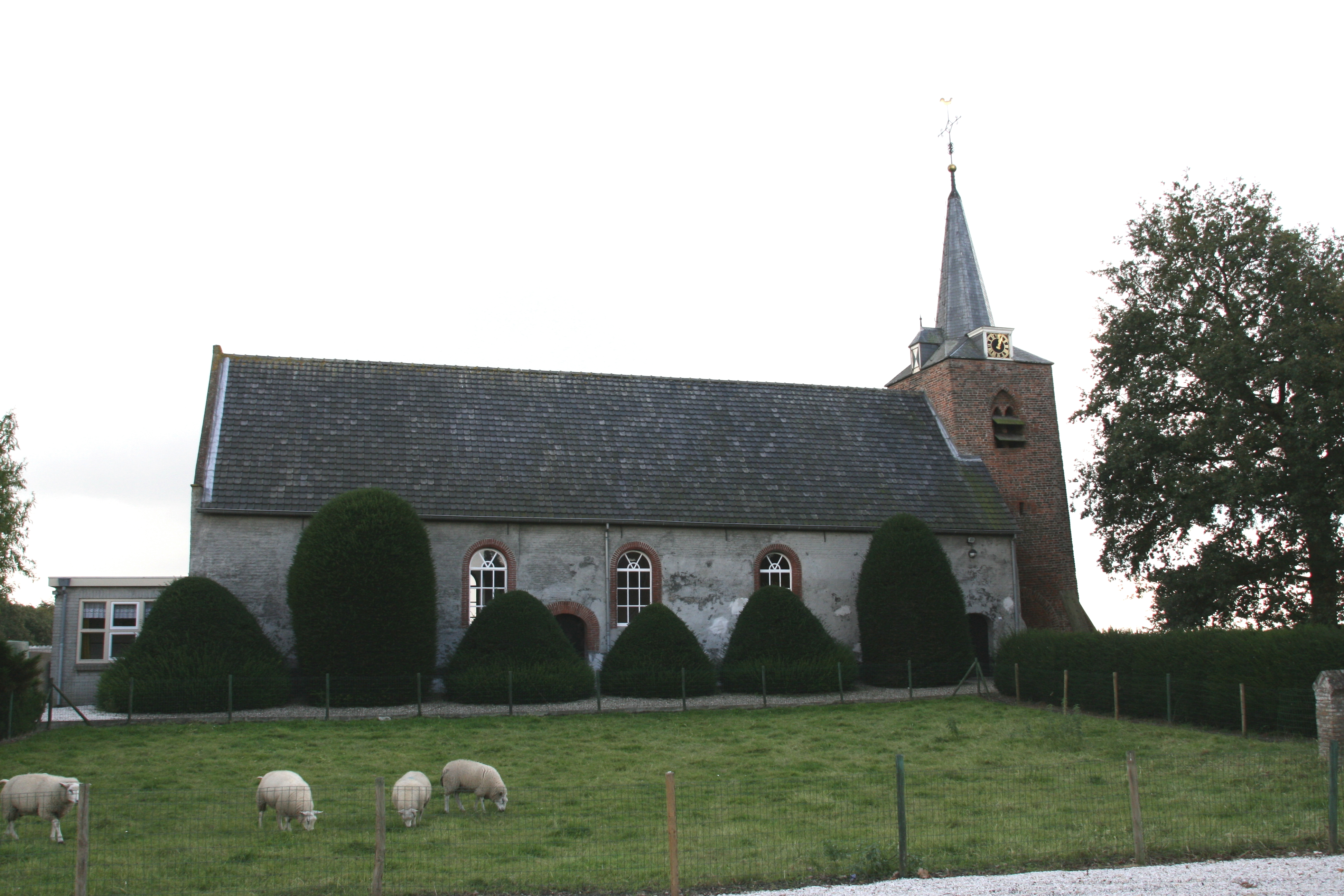
Dorpskerk te Heesbeen

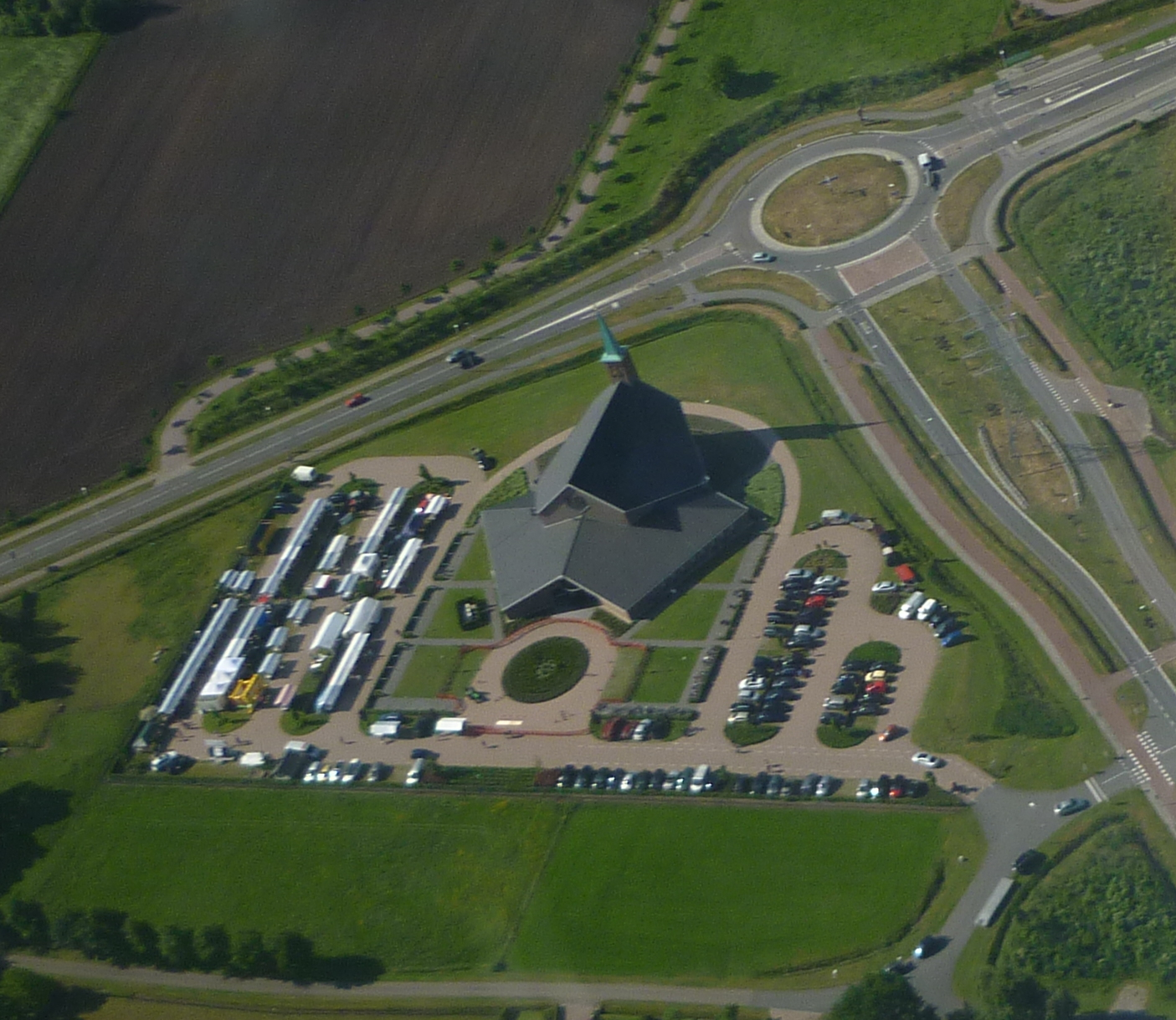
Kerkgebouw te Putten vanuit de lucht tijdens de jaarlijkse boeldag

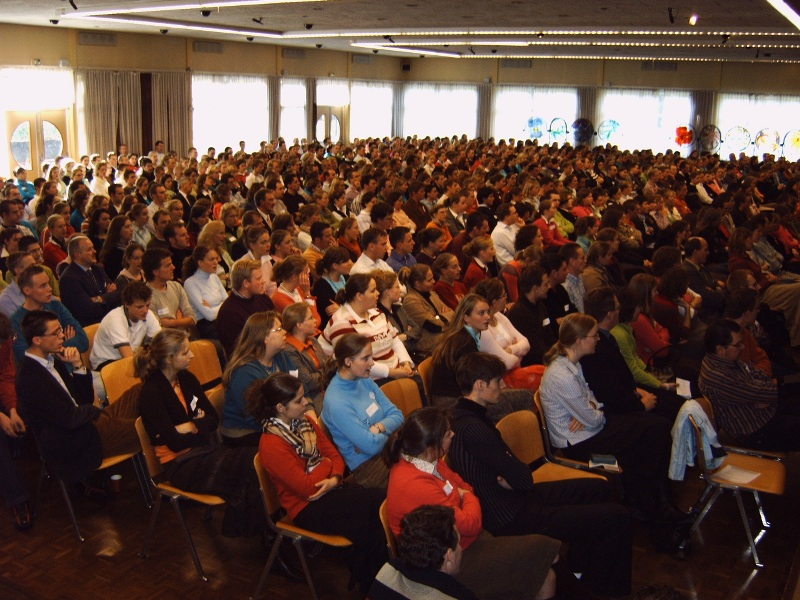
Hersteld Hervormde Jongerendag 2005 te Amersfoort

Ontstaan van de verschillende stromingen in Nederland

Ontstaansgeschiedenis van kerken in Nederland

De Hersteld Hervormde Kerk (HHK) is een bevindelijk gereformeerd Nederlands kerkgenootschap, dat ontstond uit leden van de Hervormde Kerk die wegens gewetensbezwaren buiten de fusie wilden blijven met de Gereformeerde Kerken en de Evangelisch-Lutherse Kerk, die samen op 1 mei 2004 opgingen in de Protestantse Kerk in Nederland (PKN). Tot de HHK behoren voornamelijk gemeenten die eerder tot de orthodox-hervormde richtingen binnen de Gereformeerde Bond en Het Gekrookte Riet gerekend werden. De Hersteld Hervormde Kerk bestond in 2024 uit 118 (wijk)gemeenten inclusief de evangelisaties met 69 dienstdoende predikanten en 60.917 leden.

## Geschiedenis
Op 1 mei 2004 fuseerde de Nederlandse Hervormde Kerk met de Gereformeerde Kerken in Nederland en de Evangelisch-Lutherse Kerk tot de Protestantse Kerk in Nederland. Deze fusie vormde het slotstuk van het Samen op Weg-proces. Enkele tienduizenden leden van de Nederlandse Hervormde Kerk wilden zich vanwege gewetensbezwaren niet aansluiten bij de nieuw gevormde PKN. Het voornaamste struikelblok werd gevormd door de aanvaarding van de belijdenisgeschriften van de Evangelische-Lutherse Kerk en van de Concordie van Leuenberg en de Theologische verklaring van Barmen. Naar inzicht van de bezwaarmakers zou de grondslag van de kerk veranderen:
Tot hun grote verdriet werden en worden in de grondleggende artikelen van de kerkorde van de Protestantse Kerk in Nederland, alsook in haar ordinanties leringen en praktijken die in strijd zijn met de Heilige Schrift als waarheid Gods beleden.
De gewetensbezwaarde leden belegden op de zondag na de fusie eigen diensten. Een deel van de kerkelijke gemeenten scheurde, een ander deel ging geheel niet mee in de kerkfusie (zoals Staphorst en Maartensdijk). De scheuring veroorzaakte diepe wonden in de diverse (dorps)gemeenschappen.
In de plaatsen waar hervormde gemeenten scheurden, moest het kerkelijk leven opnieuw worden georganiseerd en opgebouwd. Veel van deze gemeenten kerkten op noodlocaties, zoals sportzalen en buurthuizen. In diverse plaatsen ontstond onenigheid met het in de PKN gebleven deel van de vroegere gemeente over de kerkelijke goederen. Hierover werden verschillende rechtszaken gevoerd. Door bemiddeling van de Commissie van Bijzondere Zorg van de PKN werden met de afzonderlijke gemeenten overeenkomsten gesloten. Dit ging niet overal even gemakkelijk. De laatste overeenkomst werd in 2009 gesloten.

### 2004-2010
Een van de eerste zaken die geregeld werden na de kerkenfusie, was de oprichting van het Hersteld Hervormd Seminarie. Deze opleiding startte reeds in 2005 aan de Vrije Universiteit. Ook werd een jeugdbond opgericht, de Hersteld Hervormde Jongeren Organisatie. Een eigen kerkblad werd opgericht, het Hervormd Kerkblad. Een kerkelijke structuur met kerkorde, classes en synode werd ingesteld. Dirk Heemskerk werd gekozen als preses.
In 2006 besloot de synode van de HHK de naam "Hersteld Nederlands Hervormde Kerk" te gaan gebruiken. In  2004 was echter overeengekomen de naam “Hersteld Hervormde Kerk” te gebruiken. Op 15 mei 2006 oordeelde het gerechtshof in Arnhem dat de Hersteld Hervormde Kerk gebonden is aan de overeenkomst die zij op 31 augustus 2004 sloot met de Protestantse Kerk in Nederland over de naamgeving. Sinds die tijd wordt de naam Hersteld Hervormde Kerk gebruikt. De naamgeving ligt onder meer gevoelig bij de bezwaarde leden van de voormalige Nederlandse Hervormde Kerk die wel zijn meegegaan in de kerkfusie.
Diverse zogenaamde vrije gemeenten sloten zich aan bij het nieuwe kerkverband, onder meer in Alblasserdam, Rotterdam-Kralingseveer, Waddinxveen en Schiedam. De Oud Gereformeerde Gemeente te Den Helder stapte over naar de Hersteld Hervormde Kerk.
Sinds 2006 ondersteunt de Hersteld Hervormde Kerk de Reformed Presbyterian Church of Malawi. Dit is een kerkgenootschap in Malawi met 17.000 tot 20.000 leden en is ontstaan in 1985 uit zendingswerkzaamheden vanuit Zimbabwe van de Free Presbyterian Church of Scotland. De RPC of Malawi kent inmiddels meer dan 150 gemeenten, die over het algemeen zeer klein zijn. Een aantal zendingswerkers is vanuit de Hersteld Hervormde Kerk uitgezonden naar dit land. Ds. C.J.P. van der Bas geeft theologisch onderwijs aan studenten en ouderlingen. Daarnaast adviseert hij de gemeenten. Sinds 2010 worden ook zendingsactiviteiten uitgevoerd in Suriname, zowel in Paramaribo als onder de Arowakken.

### Vanaf 2010
In 2011 werd ds. Len Ruijgrok uit Monster preses en ds. Ronnie Mulder uit Leerbroek scriba van de generale synode van de HHK. Nieuwe kwesties kwamen  op de voorgrond, zoals het gebruik van de Herziene Statenvertaling in sommige gemeenten. Daarnaast moest het aantal docenten op het seminarie worden uitgebreid, door een hoger studentenaantal dan verwacht.
Een kleine tien jaar na de oprichting is het kerkelijk leven op veel plaatsen genormaliseerd, al is de pijn van de scheuring nog lang niet overal verdwenen. Op veel plaatsen zijn nieuwe kerkgebouwen verrezen, zoals in Boven-Hardinxveld, Sommelsdijk, Elspeet, Putten en Sint-Annaland. Enkele gemeenten zijn nog bezig met de voorbereiding hiervoor. Een enkele gemeente kerkt echter nog  in een loods, school of verenigingsgebouw. In Katwijk aan Zee werd tot en met 2015 in een sporthal gekerkt, toen de gerenoveerde Triumfatorkerk in gebruik genomen kon worden. Op enkele plaatsen wordt gezamenlijk gebruikgemaakt van een dorpskerk, zoals in Garderen, Doornspijk en Montfoort. Sommige gemeenten, zoals Staphorst hebben deze in eigendom gekregen.
Op 14 augustus 2012 voegde een Canadese gemeente zich bij de Hersteld Hervormde Kerk. Het betreft de Springford Reformed Church.
Sinds de oprichting van de HHK is het enkele keren gebeurd dat predikanten zijn overgestapt naar de PKN of juist andersom. Naar de PKN gingen ds. M. Goudriaan (2006) ds. L.M. Jongejan (2017), ds. J.P. Stoel (2019) en ds. N.A. Donselaar (2021) over. Eind 2022 stapte ds. M. Klaassen over van de PKN naar de HHK. Alle genoemde predikanten verkregen (soms na verloop van tijd) de rechten van predikant in het kerkgenootschap waar naar zij overstapten.

### Lijst van leiders
De onderstaande predikanten waren respectievelijk preses (voorzitter) en scriba (secretaris) van het breed moderamen (dagelijks bestuur) van de generale synode (de hoogste vergadering) van de HHK, en daarmee de leidende figuren van het kerkverband.
| Periode      | Preses                 |
| ------------ | ---------------------- |
| 2004 - 2011  | ds. Dirk Heemskerk     |
| 2011 - 2017  | ds. Len Ruijgrok       |
| 2017 - 2022  | ds. Rudolf van Rooijen |
| 2022 - heden | ds. Ronnie Mulder      |

| Periode      | Scriba                   |
| ------------ | ------------------------ |
| 2004 - 2005  | ds. Reinier van Kooten   |
| 2005 - 2011  | ds. Len Ruijgrok         |
| 2011 - 2016  | ds. Ronnie Mulder        |
| 2016 - 2017  | ds. Rudolf van Rooijen   |
| 2017 - 2020  | ds. Len Ruijgrok         |
| 2020 - heden | ds. Dirk-Jan Diepenbroek |

## Karakter van het kerkverband
Evenals andere kerkverbanden binnen de gereformeerde gezindte houdt de Herstelde Hervormde Kerk vast aan het gezag van de Bijbel, samengevat in de Apostolische geloofsbelijdenis, Geloofsbelijdenis van Nicea, de Geloofsbelijdenis van Athanasius en de Drie Formulieren van Enigheid.
Liturgisch wordt in bijna alle Hersteld Hervormde Gemeenten tijdens de kerkdienst gelezen uit de Statenvertaling en in een aantal gemeenten uit de Herziene Statenvertaling. Gezongen wordt er uit de psalmberijming van 1773 en de enige 12 gezangen. Lokaal wordt hier soms van afgeweken, zoals in de confessionele wijkgemeente Benjamin in Katwijk aan Zee en in de gemeente van Rotterdam Kralingseveer, waar ook gezangen gezongen worden in de eredienst. 
Politiek gezien gaat de voorkeur van de meeste leden van de Hersteld Hervormde Kerk uit naar de SGP en in mindere mate de ChristenUnie. De gemeenten liggen vooral in de Bijbelgordel, een langgerekt gebied dat dwars door Nederland loopt, van Zeeland tot Noordwest-Overijssel. Onder meer in Staphorst, Ouddorp, Lunteren, Barneveld, Leerbroek, Katwijk aan Zee, Opheusden, Putten, Elspeet, Urk, Woudenberg en Doornspijk bevinden zich grote hersteld hervormde gemeenten.
De opleiding tot predikant kan worden gevolgd op het Hersteld Hervormd Seminarie, verbonden aan de Vrije Universiteit Amsterdam.

## Kerkelijke eenheid en samenwerking
Qua ligging lijkt de Hersteld Hervormde Kerk (HHK) op de rechterflank van de Christelijke Gereformeerde Kerken en de Gereformeerde bond binnen de PKN. Bij het jeugdwerk werkt men dan ook samen en er is formeel de mogelijkheid tot kanselruil met de Christelijke Gereformeerde Kerken. Hoewel het formeel niet toegestaan is, vindt plaatselijk soms ook kanselruil plaats met predikanten uit de Gereformeerde bond binnen de PKN.
Kenmerkend voor de HHK is dat een plaatselijke kerkenraad in praktijk een zekere autonomie geniet en soms voorgangers uitnodigt die formeel niet zouden mogen voorgaan. Sommige HHK-predikanten gaan ook voor in vrije gemeenten.
Ook worden ook wel gezamenlijke kerkdiensten gehouden. In 2018 was er samenwerking rondom de herdenking van de synode van Dordrecht 1618/1619 met de Gereformeerde Gemeenten. Ook werken leden uit het kerkgenootschap samen met andere bevindelijk gereformeerden in de Staatkundig Gereformeerde Partij, de Gereformeerde Bijbelstichting, het Reformatorisch Dagblad en het reformatorische onderwijssysteem.

## Huisvesting
De huisvesting van de Hersteld Hervormde gemeenten is grofweg in drieën te delen. Allereerst zijn er gemeenten die de dorpskerk in eigendom of in gebruik hebben gekregen. Vaak zijn dit monumentale gebouwen. Voorbeelden daarvan zijn Melissant, Houten, Opheusden, Leerbroek, Doornspijk, Garderen, Abbenbroek, Poortvliet, Nederhemert en Staphorst. Daarnaast zijn er gemeenten die gebruikmaken of maakten van tijdelijke huisvesting. Men kerkte bijvoorbeeld in een sporthal, bedrijfspand of dorpshuis. Tot slot hebben vele gemeenten een nieuw bedehuis gebouwd, of wel geheel nieuw zoals in Elspeet, Sommelsdijk, Harskamp, Nieuwe-Tonge, Gameren, Boven-Hardinxveld, Zuilichem, Putten, Oud-Beijerland en Ridderkerk of men heeft een bestaand gebouw gekocht of verbouwd zoals te Goedereede, Ede, Sirjansland, Hardinxveld-Giessendam, Oldebroek, Woudenberg en IJsselstein. Veruit de meeste gemeenten hebben anno 2024 intussen een eigen kerkgebouw .

## Ledental
Het aantal leden in Nederland bedraagt 60.917 personen op 31 december 2022. Er is één gemeente in Canada (Springford in de provincie Ontario) met 185 leden.
Over het ledental van de Hersteld Hervormde Kerk bestond tot 2011 veel onduidelijkheid. In het Rapport Godsdienstige veranderingen in Nederland schatte het Sociaal en Cultureel Planbureau het ledenaantal in 2004/2005 op 53.900. Het SGP-blad de Banier schatte het ledenaantal in 2006 op 53.000. In het jaarboek van 2011 werd het eerste officiële ledenaantal genoemd, namelijk 56.753.

## Bekende leden

#### Bekende personen uit de geschiedenis van de Hersteld Hervormde Kerk
- Tjitze de Jong (1942-2014), predikant.
- Bas van der Vlies (1942-2021), politicus Staatkundig Gereformeerde Partij.
- Klaas van der Zwaag (1955-2024), schrijver-journalist.

#### Personen met een zekere bekendheid door publicaties of activiteiten binnen en buiten eigen kring [huidige kerkelijke context]
- Willem Jan op 't Hof (1947), predikant en (voormalig) hoogleraar Hersteld Hervormd Seminarie.
- Reinier van Kooten (1950), (emeritus) predikant en docent homiletiek en ethiek aan het Hersteld Hervormd Seminarie.
- Dirk Heemskerk (1951), (emeritus) predikant.
- Pieter de Vries (1956), (emeritus) predikant. Voormalig docent bij het Hersteld Hervormd Seminarie aan de Vrije Universiteit Amsterdam. Vanaf september 2021 geeft hij theologische toerusting op academisch niveau via de stichting "Godsvrucht en wetenschap".[11]
- Roelof Bisschop (1956), politicus Staatkundig Gereformeerde Partij.
- Bart Jan Spruyt (1964), historicus en journalist-columnist.
- Wim van Vlastuin (1963), rector Hersteld Hervormd Seminarie.
- Amanda Kluveld (1968), historica en schrijfster.
- Gert van den Brink (1974), (emeritus) predikant en docent filosofie aan de Theologische Universiteit Apeldoorn.
- Maarten Klaassen (1981), predikant.[12]

#### Historisch
- Exalto, K., W. van Gorsel, H. Harkema: Zij die bleven Schetsen over leven en werk van acht predikanten die niet met de Afscheiding meegingen.

#### Leerstellig
- Heemskerk, D. Zo ik niet had geloofd, Een prekenserie over de Nederlandse Geloofsbelijdenis (Ede, 2002) ISBN 9076430225
- Heemskerk, D. Zijn Naam belijden, (Houten, 2007)
- Heemskerk, D. Gelovig komen tot Christus Jezus (Houten, 2012) ISBN 978 90 331 2491 4
- Heemskerk, D. En om uw gunst en waarheid saam, Een prekenserie over de Dordtse Leerregels (Utrecht, 2011) [6de druk] ISBN 9789033609633
- Heemskerk, D. Geloof en gevoel (Houten, 2011)